# Greve de Cananea

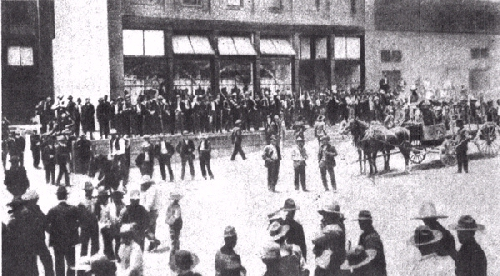
Grevistas de Cananea confrontam destacamento americano que protegia a loja da companhia.

A greve de Cananea teve lugar na povoação mineira mexicana de Cananea, Sonora, em junho de 1906. Embora os trabalhadores tenham sido forçados a regressar aos seus postos sem que que qualquer das suas exigências fosse aceitada, esta acção foi um evento-chave na instabilidade geral que emergiu durante os últimos anos do regime do presidente Porfírio Díaz, prefigurando a Revolução Mexicana de 1910. Durante a greve perderam a vida vinte e três pessoas de ambos os lados, vinte e três ficaram feridas e mais de cinquenta foram detidas.

## Greve

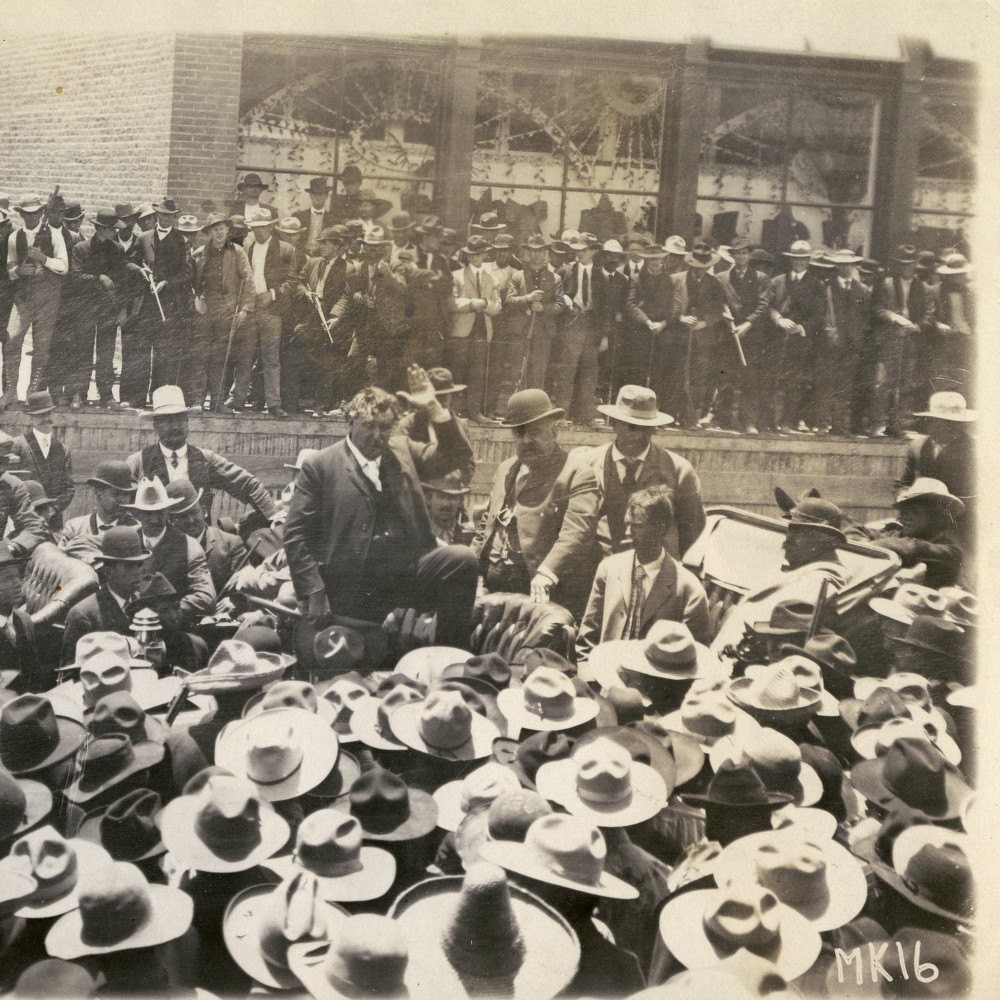
Coronel William C. Greene dirigindo-se aos mineiros grevistas.

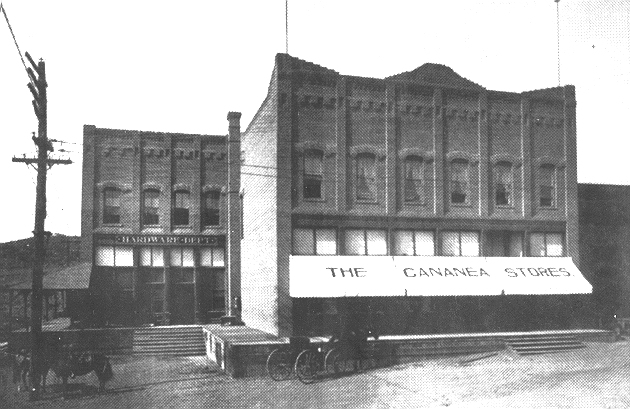
A loja da companhia em Cananea.

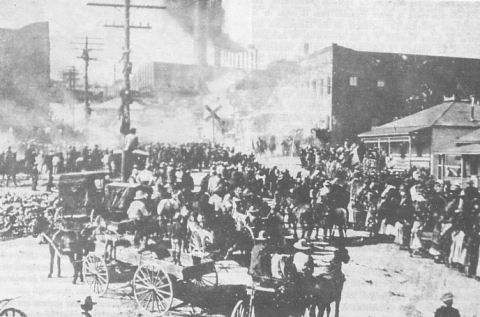
O motim de Cananea de 1906; repare nos edifícios ardendo em segundo plano.

Em 1906, a Cananea Consolidated Copper Company com sede em Nogales tinha cerca de 5 360 trabalhadores mexicanos nas suas minas de cobre de Cananea, recebendo três pesos e meio por dia enquanto os 2 200 trabalhadores estadunidenses recebiam 5 pesos pelo mesmo trabalho. As condições em que os trabalhadores mexicanos laboravam eram deploráveis. Durante as celebrações do Cinco de Mayo, os empregados mexicanos tornaram públicas as suas queixas ao passo que a autoridade local impôs a lei marcial para evitar a ocorrência de mais conflitos.
Em 1 de junho, a maioria dos mineiros mexicanos entrou em greve. Liderados por Juan José Ríos, Manuel Macario Diéguez e Esteban Baca Calderón, exigiam a remoção de um encarregado chamado Luis, o pagamento de cinco pesos por oito horas de trabalho, quotas de emprego assegurando 75% dos empregos para mexicanos e 25% para estrangeiros, a colocação de homens responsáveis e respeitosos para na operação das jaulas e que todos os trabalhadores mexicanos fossem elegíveis para promoções, segundo as suas habilidades.
Os executivos da companhia rejeitaram todas as petições e os trabalhadores decidiram marchar e mobilizar pessoas de outras cidades e municípios. A população apoiou os trabalhadores e a multidão atingiu as 3 000 pessoas. Enquanto desfilavam em frente da serração da companhia, os empregados estadunidenses encarregados daquele departamento, os irmãos Metcalf, lançaram água sobre eles e depois dispararam alguns tiros, matando três pessoas. A multidão enraivecida deteve os irmãos e linchou-os pegando-lhes fogo. Quando se aproximaram o edifício governamental do presidente municipal foram recebidos por um destacamento americano de 275 homens liderado por Rangers do Arizona. Outros trabalhadores foram mortos enquanto os líderes grevistas foram colocados sobre prisão. Os relatos noticiosos contemporâneos no New York Times em 3 de junho de 1906, reportam que em 1 de junho os grevistas destruíram uma serração e mataram dois irmãos que defendiam a mina. Eram relatadas onze baixas entre os "amotinados" mexicanos. 
Respondendo a um apelo telegráfico do coronel William Cornell Greene da Greene Consolidated Copper Company, um destacamento de 275 voluntários de Bisbee, Douglas e Naco, Arizona, comandados pelo capitão Thomas H. Rynning dos Rangers do Arizona, entrou no México contrariando as ordens de Joseph Henry Kibbey, Governador do Território do Arizona, e a convite de Rafael Izabal, o Governador de Sonora, reforçaram os  Rurales de Sonora sob o comando do coronel Emilio Kosterlitsky. Tropas mexicanas encontravam-se a caminho da cidade. Quatro elementos do 5º Regimento de Cavalaria dos Estados Unidos que haviam partido de Fort Huachuca foram detidos em Naco, Arizona, na fronteira México-Estados Unidos por ordem do presidente dos Estados Unidos Howard Taft. Segundo o coronel Green a "situação foi incitada por uma organização socialista formada por descontentes que se opõem ao governo de Díaz." 
A cadeia municipal de Cananea, construída em 1903 e situada na baixa de Cananea, é atualmente o "Museu da Luta dos Trabalhadores" e alberga também exposições de fotografia e instrumentos usados na mineração.
A mina de Cananea continua ainda hoje a extrair cobre. Após a greve original de 1906, a mina de Cananea tem sido palco de frequentes disputas laborais, sendo o incidente mais recente uma greve dos mineiros que durou cinco meses, terminando em janeiro de 2008.
Um corrido intitulado "La cárcel de Cananea", escrito em 1917, comemora o incidente.